# Testigos ocultos
Testigos ocultos es una película coproducción  de Argentina y España filmada en colores dirigida por Néstor Sánchez Sotelo sobre su propio guion escrito en colaboración con Ramón Aguilera que se estrenó el 7 de junio de 2001 y que tuvo como actores principales a  Fernando Guillén Cuervo, Carolina Touceda y Martín Loza.

## Sinopsis
Una prostituta y su novio y proxeneta extorsionan a los que contratan los servicios de las prostitutas de un barrio de Buenos Aires filmándolos sin que lo adiertan, pero una de sus víctimas resulta ser un poderoso empresario francés.

## Reparto
Participaron del filme los siguientes intérpretes:
- Fernando Guillén Cuervo...	Iván Odesky
- Carolina Touceda	...	Majo
- Martín Loza...	Federico
- Fernando Aguilar...	Suárez Folk
- Martín Coria...	Oso
- Esther Goris	...	Florence
- Walter Balzarini...	Juez
- Noemí Morelli...	Mariel
- Ana María Ambas...	Beatriz
- Enrique Sdrech	...Él mismo
- Carolina Corral
- Alejandro Fiore	...	Gerónimo
- Gabriel Juri
- Jorge Piwowarski...repartidor (voz)
- Roly Serrano...	Paragua
- Ernesto Torchia

## Comentarios
Aníbal Vinelli dijo en Clarín:

”Testigos ocultos padece de contradicciones narrativas insalvables en su propuesta…una mezcla de thriller, filme de denuncia y producto de ingenuas intenciones eróticas que, por esa mixtura, se viene abajo con todo y habrá de desconcertar al espectador que se le atreva…Todo es muy absurdo y plagado de clichés de todo tipo…Las actuaciones son de un nivel acorde con lo relatado y los diálogos lamentables.”

Adolfo C. Martínez en La Nación escribió:

”Esta producción necesita urgentemente, un piadoso manto de olvido”.

Manrupe y Portela escribieron:

”Malograda ópera prima…que basó su publicidad en la inclusión del periodista policial Enrique Sdrech en el cast”